# Arabiska socialistiska unionen
Arabiska socialistiska unionen, ibland förkortat ASU (arabiska: الاتحاد الاشتراكى العربى), var ett vänsternationalistiskt politiskt parti i Egypten, bildat år 1962 och det statsbärande partiet i landet fram till splittringen 1977. Det utvecklades ur det tidigare styrande partiet, Nationella unionen, och fungerade som en ideologisk plattform för Egyptens president Gamal Abdel Nasser och dennes omfattande reformer av det egyptiska samhället.

## Historia

### Bildande
Nationella unionen hade bildats år 1957 som ett maktparti åt Fria officersrörelsen, den grupp militärer som tog makten i landet i 1952 års egyptiska revolution. 1962 ersattes Nationella unionen med Arabiska socialistiska unionen som en del av ett omfattande reform- och moderniseringsprojekt i Egypten som hade påbörjats genom den nationella stadga som Nasser proklamerade samma år. Partiet skulle konsolidera Nassers folkliga stöd och fungera som en motvikt mot militärens makt i samhället. Nasser ansåg att ett tydligare anammande av socialism skulle ha förebyggt Syriens separation från Förenade arabrepubliken året innan. Idén om klassharmoni, som Nasser tidigare hade förespråkat, övergavs gradvis allt eftersom den förda politiken blev mer uttalat socialistisk och för Arabiska socialistiska unionen blev klasskamp ett centralt begrepp.

### Reformpolitik och partiets utveckling
Partiet gav sitt fulla stöd när Nasser drev igenom en rad progressiva samhällsreformer inklusive införandet av ett allmänt sjukvårdssystem, minimilöner, subventionerade bostäder till de fattiga, kostnadsfri utbildning, ökade rättigheter till kvinnor, förstatliganden av privat ägande, en omfattande jordreform med mera. 1964 pressade Sovjetunionen, som ville ha goda relationer med Egypten, ledarskapet i Egyptens kommunistiska parti att lösa upp sitt parti och istället bli medlemmar i Arabiska socialistiska unionen. Kommunisterna hade dock en konfliktfylld relation till Nasser, som å sin sida var mycket misstänksam mot deras avsikter, och i ASU fanns fortsatt utbredd skepsis mot de nya medlemmarna på grund av de fundamentala ideologiska skillnaderna mellan kommunism och Nassers nationalistiskt betonade arabiska socialism.
10 mars 1964 hölls parlamentsval i Egypten för första gången på sju år och Arabiska socialistiska unionen, det enda tillåtna partiet, vann 100% av rösterna och samtliga 350 mandat i den nyinrättade Nationalförsamlingen. Arbetare och bönder fick möjlighet att kandidera i alla valkretsar och garanterades enligt lag platser i parlamentet, men trots att den nationella stadgan föreskrev att hälften av platserna i parlamentet liksom hälften av medlemmarna i ASU skulle vara arbetare och bönder blev detta siffror som aldrig uppnåddes. Det skulle dessutom dröja flera år innan partiets organisatoriska uppbyggnad blev färdig. Först 1965 utsågs partiets förste generalsekreterare, Ali Sabri, och tre år senare utfärdades en partistadga och en verkställande kommitté bildades.

### Försök till förnyelse

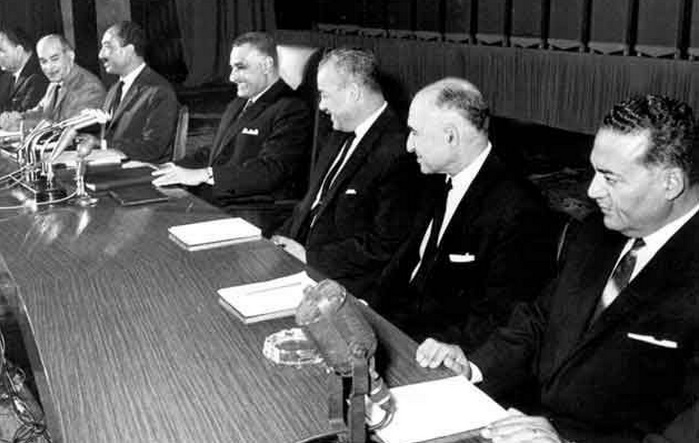
ASU:s verkställande kommitté på partikongressen 27 mars 1969.

Förlusten i sexdagarskriget 1967 resulterade i omdaningar i statsapparaten, militären och partiet. Nasser hade personligen tagit på sig skulden för Egyptens katastrofala krigsinsats och lämnade in sin avskedsansökan, men ändrade sig efter att ha sett det fortsatt massiva folkliga stödet. 19 juni 1967 tog han själv över som både premiärminister och ASU:s generalsekreterare. Missnöjesprotester i mars 1968 ledde dock till att Nasser tvingades utlova ökade medborgerliga fri- och rättigheter samt reformer av det styrande partiet. I oktober samma år hölls nyval till alla partiorgan och en ny verkställande kommitté valdes. 1969 hölls ett nytt parlamentsval där partiet organiserade möten i varje valkrets där man valde vilka som skulle vara dess kandidater. 350 av 360 mandat i Nationalförsamlingen gick till Arabiska socialistiska unionen.

### Nedgång och upplösning
Efter att Nasser avled i september 1970 följde dramatiska förändringar för partiet under den nya presidenten Anwar Sadat som tog avstånd från sin föregångares socialistiska politik. 1971 avsatte han Ali Sabri, vicepresident och återvald som partiets generalsekreterare. Kort därefter arresterades Sabri och över 100 andra ledande vänsterinriktade och sovjetvänliga politiker efter att ha anklagats för kuppförsök. Nationalförsamlingen avskaffades i september samma år och val till ett nytt parlament, Folkförsamlingen, hölls månaden därpå med ASU som enda tillåtna parti, dock med kraftigt försvagad ställning gentemot den nya presidenten. 1971 upplöstes också partiets verkställande kommitté och dess paramilitära avantgarde.
Efter Egyptens definitiva närmande till USA och Västeuropa efter oktoberkriget 1973 försvagades partiet ytterligare. Sadat hade 1974 bestämt sig för att öppna Egyptens ekonomi för investeringar från västvärlden och därmed tvingades ASU anpassa sig och överge det radikalt socialistiska partiprogrammet; den gamla tesen om harmoni mellan klasserna ersatte nu förespråkandet av klasskamp och från att tidigare ha formulerat konkreta steg för att uppnå samhällsförändring började partiet endast yttra sig i vaga termer om det socialistiska idealsamhället. Många av de sociala reformer som partiet hade drivit igenom under Nasser revs nu upp av Sadat, bland annat återgick exproprierad mark från fattiga bönder till storgodsägarna och diverse subventioner på basvaror avskaffades. 1974 frisläppte Anwar Sadat ledande personer i det konservativa Muslimska brödraskapet, som förföljdes under Nasser, i syfte att spela ut dem mot vänstern. 1975 tilläts bildandet av tre falanger inom ASU som skulle representera den politiska vänstern, mitten respektive högern. 1976 tilläts de tre falangerna driva egna politiska plattformar och i parlamentsvalet oktober 1976 vann den regeringstrogna mittenfalangen en förkrossande majoritet. I sitt öppningstal i Folkförsamlingen proklamerade Sadat att de tre falangerna nu skulle bli egna partier. Samma år bröt Egypten vänskapsavtalet med Sovjetunionen. I juli 1977 infördes ett flerpartisystem i lag och Sadat bildade Nationaldemokratiska partiet i vilket resterna av Arabiska socialistiska unionen uppgick.